# Methylhydrazine
Methylhydrazine is een hydrazinederivaat met als forrmule CH3N2H3. Het is een ontvlambare, toxische en carcinogene kleurloze vloeistof met een kenmerkende geur. De stof wordt voornamelijk gebruikt als stuwvloeistof in raketbrandstof.

## Toxicologie en veiligheid
Methylhydrazine kan bij verwarming of bij contact met metaaloxiden ontploffen. Ze kan spontaan ontbranden bij contact met lucht en poreus materiaal zoals aarde, asbest, hout of textiel. De stof ontleedt bij verbranding met vorming van giftige en corrosieve gassen, onder andere stikstofoxiden. Methylhydrazine is een sterke reductor en reageert dus hevig met oxiderende stoffen, waardoor brand- en ontploffingsgevaar ontstaat. De stof is een matig sterke base en reageert hevig met sterke zuren.